# تپه دارتوت
تپه دارتوت مربوط به سده‌های اولیه دوران‌های تاریخی پس از اسلام است و در شهرستان گیلانغرب، بخش مرکزی، دهستان حومه، ۱۵ متری شمال روستای دارتوت صیادی واقع شده و این اثر در تاریخ ۲۶ اسفند ۱۳۸۷ با شمارهٔ ثبت ۲۵۵۳۲ به‌عنوان یکی از آثار ملی ایران به ثبت رسیده است.